# Campeonato nacional de Estados Unidos 1889
Lista de los campeones del Campeonato nacional de Estados Unidos de 1889:

## Senior

### Individuales masculinos
Henry Slocum vence a  Quincy Shaw, 6–3, 6–1, 4–6, 6–2

### Individuales femeninos
Bertha Townsend vence a  Lida Voorhees, 7–5, 6–2

### Dobles masculinos
Henry Slocum /  Howard Taylor vencen a  Valentine Hall /  Oliver Campbell,  6–1, 6–3, 6–2

### Dobles femeninos
Margarette Ballard /  Bertha Townsend vencen a  Marion Wright /  Laura Knight, 6–0, 6–2

### Dobles mixto
Grace Roosevelt /  A. E. Wright vencen a  Bertha Townsend /  C. T. Lee, 6-1, 6-3, 3-6, 6-3
| Predecesor: 1888                         | Campeonato nacional de Estados Unidos 1889 | Sucesor: 1890                         |
| Predecesor: Campeonato de Wimbledon 1889 | Grand Slam 1889                            | Sucesor: Campeonato de Wimbledon 1890 |

- Datos: Q2620164